# Phêrô Okada Takeo
Phêrô Okada Takeo (ペトロ 岡田 武夫 24 tháng 10 năm 1941 – 18 tháng 12 năm 2020) là một Giám mục người Nhật Bản của Giáo hội Công giáo Rôma. Ông từng đảm nhiệm chức vị Tổng giám mục Tổng giáo phận Tokyo từ năm 2000 đến năm 2017. Ông cùng từng là Giám quản Tông Tòa Giáo phận Saitama.

## Tiểu sử
Tổng giám mục Okada sinh ngày 24 tháng 10 năm 1941 tại Nhật Bản. Sau quá trình tu học và mãn khóa các chủng viện, ngày 3 tháng 11 năm 1973, Phó tế Okada được trao chức vị linh mục, thuộc linh mục đoàn Tổng giáo phận Tokyo. Nghi thức thụ phong được thực hiệm bởi Tổng giám mục Tokyo là Peter Seiichi Shirayanagi.
Ngày 15 tháng 4 năm 1991, Tòa Thánh loan tin bổ nhiệm linh mục Takeo Okada làm Giám mục chính tòa Giáo phận Urawa. Lễ tấn phong đã được cử hành sau đó vào ngày 16 tháng 9 năm 1991, với vị chủ phong là Tổng giám mục Tokyo Seiichi Shirayanagi, hai phụ phong là Tổng giám mục từ Tổng giáo phận Osaka Paul Hisao Yasuda và Tổng giám mục Francis Xavier Kaname Shimamoto, Tổng giám mục Nagasaki. Tân giám mục chọn khẩu hiệu:主に望みをおく人 / Caritas fides spes.
Hồng y Peter Seiichi Shirayanagi được Tòa Thánh chấp thuận đơn xin về hưu ở tuổi 72, đồng thời Tòa Thánh cũng loan tin bổ nhiệm Giám mục Urawa Peter Takeo Okada làm Tổng giám mục chính tòa của Tổng giáo phận Tokyo, kế vị Hồng y Shirayanagi. Thay đổi này được công bố ngày 17 tháng 2 năm 2000. Ngày 3 tháng 9 cùng năm, ông chính thức nhận chức vị Tổng giám mục. Hiện, ông còn kiêm nhiệm chức vị Giám quản Tông Tòa Giáo phận Saitama, kể từ ngày 27 tháng 7 năm 2013.
Trong Hội đồng Giám mục Nhật Bản, ông nắm giữ nhiều vai trò quan trọng: Chủ tịch Hội đồng 2 khóa (2007 - 2010 và 2013 - 2016) và Phó Chủ tịch Hội đồng trong khóa 2010 - 2013. Ngày 25 tháng 10 năm 2017, Tòa Thánh chấp thuận đơn xin về hưu của ông.

## Tông truyền
Tổng giám mục Peter Takeo Okada được tấn phong giám mục năm 1991, thời Giáo hoàng Gioan Phaolô II, bởi:
- Chủ phong: Tổng giám mục Tổng giáo phận Tokyo Peter Seiichi Shirayanagi.
- Hai vị phụ phong: Tổng giám mục Tổng giáo phận Osaka Paul Hisao Yasuda và Tổng giám mục Tổng giáo phận Nagasaki Francis Xavier Kaname Shimamoto.

Tổng giám mục Peter Takeo Okada là Giám mục Chủ phong cho các giám mục:
- Năm 2000, Giám mục Francis Xavier Osamu Mizobe, cố Giám mục chính tòa Giáo phận Takamatsu.
- Năm 2000, Giám mục Marcellino Taiji Tani, hiện đang là nguyên Giám mục chính tòa Giáo phận Saitama.
- Năm 2004, Giám mục Tarcisius Isao Kikuchi, hiện đang là Tổng giám mục Tổng giáo phận Tokyo.
- Năm 2005, Giám mục James Kazuo Koda, hiện đang là nguyên Giám mục phụ tá Tổng giáo phận Tokyo.
- Năm 2006, Giám mục Martino Tetsuo Hiraga, hiện đang là Giám mục chính tòa Giáo phận Sendai.
- Năm 2013, Giám mục Benado Taiji Katsuya, hiện đang là Giám mục chính tòa Giáo phận Sapporo.

Tổng giám mục Tarcisius Isao Kikuchi là Giám mục Phụ phong cho các giám mục:
- Năm 2002, Giám mục Giuse Mitsuaki Takami, hiện đang là Tổng giám mục Tổng giáo phận Nagasaki.
- Năm 2006, Giám mục Paul Kenjiro Koriyama, hiện đang là nguyên Giám mục chính tòa Giáo phận Kagoshima.
- Năm 2011, Giám mục Jean-Claude Hollerich, hiện đang là Tổng giám mục Tổng giáo phận Luxembourg.